# Vlastimil Jansa
Vlastimil Jansa (ur. 27 listopada 1942 w Pradze) – czeski szachista i trener szachowy (FIDE Senior Trainer od 2010), arcymistrz od 1974 roku.

## Kariera szachowa

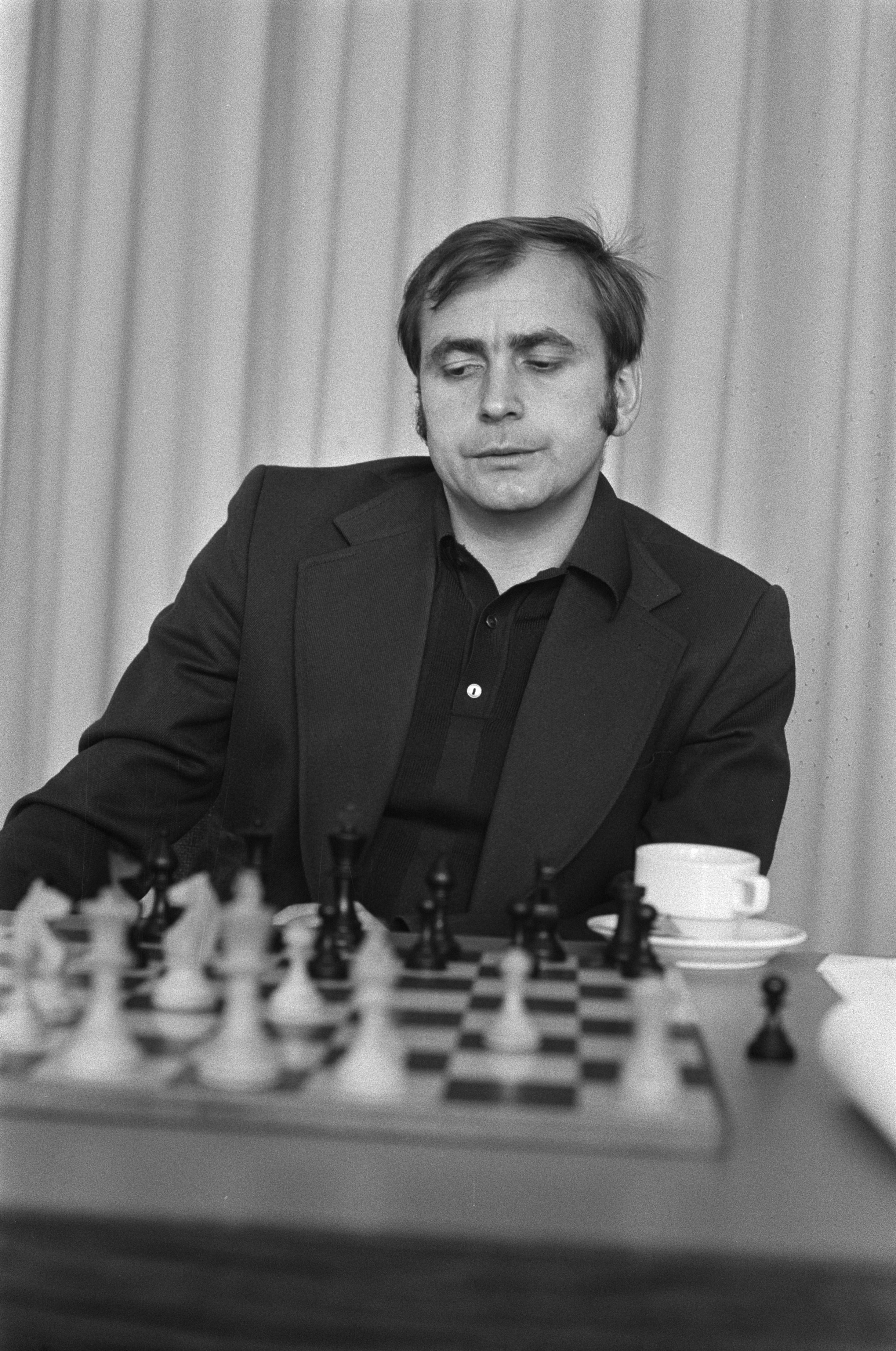
Vlastimil Jansa, Amsterdam 1974

Od połowy lat 60. do połowy 80. należał do ścisłej czołówki szachistów czechosłowackich, dziesięciokrotnie (pomiędzy 1964 i 1986 rokiem) uczestnicząc w szachowych olimpiadach. Największy sukces odniósł w roku 1982 w Lucernie, zdobywając wraz z drużyną srebrny medal. Łącznie rozegrał 122 olimpijskich partii, w których zdobył 71 pkt. Jest multimedalistą mistrzostw Czechosłowacji oraz Czech. W mistrzostwach tych krajów zdobył łącznie 14 medali (3 złote, 4 srebrne oraz 7 brązowych). Trzykrotnie (1967, 1969, 1972) startował w turniejach strefowych (eliminacji mistrzostw świata), ale nie zdołał wywalczyć awansu do turniejów międzystrefowych. Wielokrotnie startował w turniejach międzynarodowych, zwyciężając bądź dzieląc I miejsca m.in. w Starym Smokovcu (1971), Madonna di Campiglio (1973), Primorsku (1973), Amsterdamie (1974, turniej IBM), Somborze (1976), Cirella di Diamante (1977), Bagneux (1979), Vrnjackiej Banji (1981), Trnawie (1982), Kragujevcu (1984), Borgarnes (1985), Münsterze (1992), Hamburgu (1992), Luksemburgu (2001) oraz Plzenie (2003).
Osiągał również znaczące sukcesy w rozgrywkach "weteranów" (zawodników powyżej 60. roku życia) – w latach 2005, 2006 i 2010 trzykrotnie zdobył tytuły wicemistrza świata, a w 2007 r. zajął III miejsce. Był również dwukrotnym medalistą mistrzostw Europy seniorów: srebrnym (2004) i brązowym (2006).
Najwyższy ranking w dotychczasowej karierze osiągnął 1 stycznia 1975 r., z wynikiem 2540 punktów dzielił wówczas 36-41. miejsce na światowej liście FIDE, jednocześnie zajmując 3. miejsce (za Vlastimilem Hortem i Janem Smejkalem) wśród czechosłowackich szachistów.